# Ліпопротеїни низької густини
Ліпопротеїни низької густини, ЛПНГ (англ. Low-density lipoproteins, LDL) — один з класів ліпопротеїнів плазми крові, які мають малу густину (мг/дл або ммоль/л). ЛПНГ утворюються в процесі ліполізу з ліпопротеїнів дуже низької густини, мають високі проатерогенні властивості. ЛПНГ є однією з основних транспортних форм холестерину у крові. В немедичній літературі холестерин ЛПНГ часто називають «поганим холестерином» через його провідну роль в процесі атерогенезу.

## Структура та функції
Часточки ЛПНГ в якості білкової складової містить одну молекулу аполіпопротеїну B-100 (апоВ-100), який стабілізує часточку і одночасно є лігандом для рецептора до ЛПНГ (ЛПНГ-Р). Розміри ЛПНГ варіюють в межах 18-26 нм.
ЛПНГ утворюються з ліпопротеїнів дуже низької густини, (ЛПДНГ) в процесі гідролізу за участі спочатку ліпопротеїнліпази, а потім — легеневої ліпази, причому вміст тригліцеридів в часточці знижується, а холестерину — збільшується. Отже, ЛПНГ є завершальним етапом обміну ендогенних (синтезованих власне організмом людини) ліпідів. Функція ЛПНГ полягає у транспортуванні в організмі холестерину, тригліцеридів, каротиноїдів, жиророзчинних вітамінів та інших ліпофільних компонентів.

## Фізіологія
Підвищений рівень ЛПНГ в організмі може прискорювати розвиток атеросклерозу, спричиняти звуження просвіту артерій та розвиток серцево-судинних ускладнень (інфаркт міокарду, ішемічний інсульт, облітеруючий атеросклероз кінцівок тощо), тому холестерин ЛПНГ часто називають «поганим холестерином» — на противагу «хорошому холестерину» ЛПВЩ. Варто зазначити, що дрібніші часточки ЛПНГ більш атерогенні, ніж крупніші.

Існують спадкові форми гіперхолестеринемії з високим рівнем ЛПНГ, зокрема спадкова гіперхолестеринемія або гіперліпопротеїнемія II типу (яка розділяється на підтипи IIa та IIb за класифікацією Frederickson D.S.).

### Поглинання клітинами
У випадку потреби клітини у холестерині, вона синтезує ЛПНГ-рецептори, які після синтезу транспортуються та вбудовуються у клітинну мембрану. У клітинній мембрані ЛПНГ-рецептори локалізуються у клатрин-вміщуючих кавеолах. ЛПНГ, що циркулюють у плазмі крові, зв'язуються з цими трансмембранними рецепторами та поглинаються клітиною. Після поглинання ЛПНГ доставляються в ендосоми, а потім в лізосоми, де ефіри холестерину гідролізуються і холестерин надходить до клітини для подальшого метаболізму.

## Рекомендовані концентрації
| Концентрація мг/дл | Концентрація ммоль/л | Інтерпретація |
| <50                | <1,3                 | Оптимальний рівень, низький ризик ІХС |
| <70                | <1,8                 | Оптимальний рівень ЛПНГ, що відповідає нижчим темпам прогресування атеросклерозу, пропагується як цільовий варіант для осіб з яскраво вираженими симптомами серцево-судинних захворювань |
| <100               | <2,6                 | Оптимальний холестерин ЛПНГ, що відповідає нижчим, але не нульовим значенням симптоматики серцево-судинних захворювань                                                                   |
| 100-129            | 2,6-3,3              | Близький до оптимального рівень ЛПНГ, що відповідає більш високим темпам розвитку серцево-судинних захворювань                                                                           |
| 130-159            | 3,3-4,1              | Межовий з високим рівень ЛПНГ, що відповідає ще більш високим темпам розвитку серцево-судинних захворювань                                                                               |
| 160-199            | 4,1-4,9              | Високий рівень ЛПНГ, що відповідає набагато більш високим темпам розвитку серцево-судинних захворювань                                                                                   |
| >200               | >4,9                 | Дуже високий рівень ЛПНГ, що відповідає найвищим показникам ризику серцево-судинних захворювань                                                                                          |

З часом, з появою нових результатів досліджень, рекомендовані рівні ЛПНГ мають тенденцію до зниження.

Стратегія, спрямована на зниження рівня холестерину ЛПНГ, є найефективнішою для зниження серцево-судинної смертності, що було доведено в одному великому подвійному сліпому рандомізованому клінічному дослідженні чоловіків з гіперхолестеринемією(англ.), ефективніший за коронарну ангіопластику / стентування або шунтування(англ.). 

Проте, надмірно низькі показники ЛПНГ сироватки крові (нижче 70 мг/дл) асоціювалися з підвищеним рівнем іншої важкої патології, зокрема злоякісними новоутвореннями крові (відносний ризик 15,7) та сепсисом (відносний ризик 5,3)(англ.).

## Методи зниження рівня ЛПНГ
Комплексна терапія гіперхолестеринемії з підвищеним вмістом у плазмі крові ЛПНГ передбачає медикаментозні та немедикаментозні методи.

### Немедикаментозні методи зниження ЛПНГ
Зниженню концентрації ЛПНГ сприяє низькокалорійний раціон, раціон з низьким вмістом тваринних жирів, простих вуглеводів. Рекомендується відмовитися від смаженої їжі, обмежити вживання алкоголю, припинити тютюнокуріння, виключити продукти з вмістом транс-ізомерів жирних кислот (в основному це гідрогенізовані і термічно оброблені рослинні жири): маргарини, спреди. До раціону рекомендовано додавати продукти з високим вмістом поліненасичених жирних кислот (Омега-3), свіжі овочі, фрукти, ягоди, зелень, бобові. Рекомендована регулярна фізична активність. У випадку ожиріння (індекс маси тіла 30 кг/м2 і вище) рекомендована консультація ендокринолога та лікаря-дієтолога.

Слід наголосити, що ефективність немедикаментозних методів залежить від готовності пацієнта дотримуватися рекомендацій протягом усього життя.

### Медикаментозні методи зниження ЛПНГ
У медичній практиці для корекції порушень ліпідного обміну застосовують 6 основних класів лікарських засобів:
- інгібитори гідроксиметилглутарил-СоА редуктази (статини): симвастатин, ловастатин, правастатин, флувастатин, аторвастатин, розувастатин, пітавастатин;
- фібрати: клофібрат, безафібрат, гемфіброзил, фенофібрат, симфібрат, ципрофібрат, етофібрат;
- речовини, що посилюють екскрецію жовчних кислот (секвестранти жовчних кислот): холестирамін, колестипол, колекстран, колесевелам;
- похідні нікотинової кислоти: ніацин, ніцеритрол, нікотинова кислота, нікофураноза, алюмінію нікотинат, нікотініловий спирт, аціпімокс;
- інгібітори PCSK9: алірокумаб, еволокумаб, інклісіран;
- інші (в тому числі фітозасоби): декстротироксін, пробукол, тіаденол, меглутол, омега-3 жирні кислоти, езетиміб, полікозанол.

Найновішими (на вересень 2017 року) засобами медикаментозного зниження концентрації ЛПНГ є моноклональні антитіла — інгібітори рецепторів PCSK9. Перші 3 препарати цього класу (еволокумаб, бокоцизумаб та алірокумаб) станом на липень 2015 року схвалені до застосування у Європейському Союзі, але не в США, оскільки FDA зажадала від виробників детальнішого вивчення впливу блокади рецептора PCSK9 на когнітивну функцію.
Показанням до призначення медикаментозної терапії є неефективність немедикаментозних методів корекції (раціон та фізична активність) протягом трьох місяців, або високий ризик розвитку ускладнень (за шкалою SCORE). Слід зауважити, що призначення медикаментозної терапії гіперліпідемії не позбавляє пацієнта необхідності дотримуватися раціонального харчування та здорового способу життя, адже ретельне виконання рекомендацій лікаря щодо корекції способу життя підвищує ефективність лікування, а також дозволяє досягнути цільових рівнів ліпідів крові меншими дозами препаратів. Це водночас знижує і вартість лікування, і ризик розвитку побічних ефектів фармакологічних препаратів.